# Goodia ochraceum
Goodia ochraceum är en fjärilsart som beskrevs av Aurivillius 1901. Goodia ochraceum ingår i släktet Goodia och familjen påfågelsspinnare. Inga underarter finns listade i Catalogue of Life.